# Astrid Crabo
Astrid Crabo, po mężu Lundquist (ur. 10 lipca 1971 w Täby) – szwedzka zawodniczka badmintona.
W 1995 w parze z Antonssonem zdobyła brązowy medal w grze mieszanej na mistrzostwach świata w badmintonie.
Startowała na olimpiadzie w Atlancie w grze mieszanej – odpadli w 1/8 finału.